# Berg (Haute-Bavière)
Pour les articles homonymes, voir Berg.
Berg est une commune de Bavière (Allemagne), située dans l'arrondissement de Starnberg, dans le district de Haute-Bavière, au bord du lac de Starnberg. C'est dans les eaux du lac que mourut le 12 juin 1886 Louis II de Bavière assigné à résidence au château de Berg.

## Municipalité
La commune regroupe les villages d'Aufhausen, Aufkirchen, Allmannshausen, Assenhausen, Bachhausen, Berg, Farchach, Harkirchen, Höhenrain, Kempfenhausen, Leoni (de), Martinsholzen, Mörlbach et Sibichhausen.

## Tourisme et architecture
- Château de Berg
- Château d'Allmannshausen

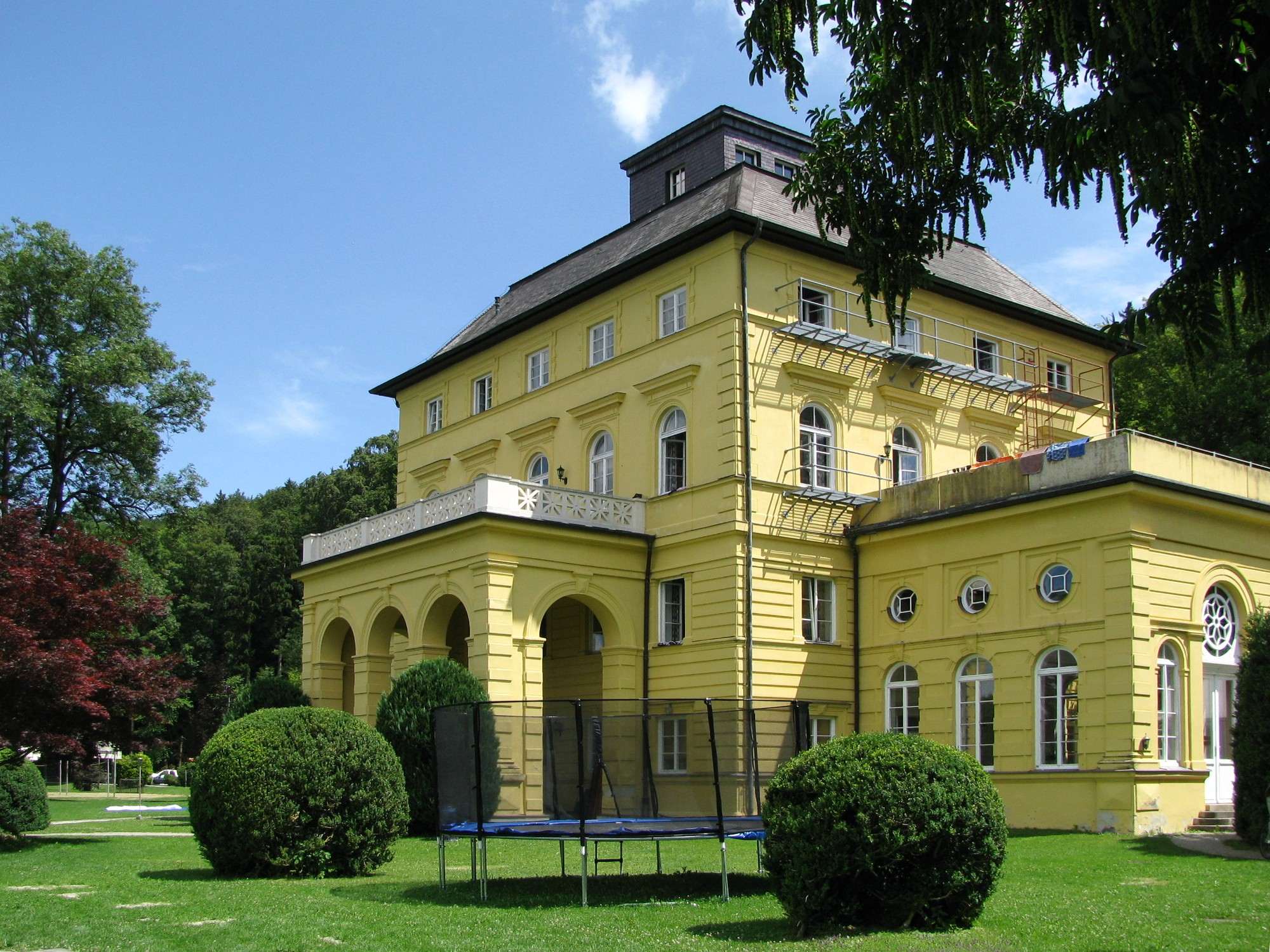
Vue du château d'Allmannshausen

- Couvent des carmélites d'Aufkirchen (XVIIe siècle)
- Chapelle votive de Berg en souvenir de la mort en 1886 de Louis II de Bavière
- Tour Bismarck à Aussenhausen, construite par Theodor Fischer de 1896 à 1899

## Personnalités
- Karl von Wenninger, général.